# Filippo Trigona
Filippo Trigona (Piazza Armerina, 1735 - 2 januari 1824) was een prelaat in het koninkrijk Sicilië en Napels, vanaf 1816 het koninkrijk der Beide Siciliën.

## Levensloop
Trigona was afkomstig uit de Siciliaanse adellijke familie Trigona, die een residentie hadden in Piazza, later Piazza Armerina genoemd. Zijn vader was markies van Conio en Foresta.
Paus Pius VII benoemde hem tot bisschop van Syracuse (1807). Hij nam de naam aan van Filippo II, aangezien hij de tweede bisschop van Syracuse was met de naam Filippo. 
Zijn bestuur is gekenmerkt door discussies over de afscheuring en oprichting van het nieuwe bisdom Caltagirone. Zowel bisschop Trigona, als het kapittel van de kathedraal, de senaat van Syracuse en zijn burgemeester tekenden protest aan bij de pauselijke nuntius. Toen de nuntius stierf in 1813, kwam het tot een pamflet gepubliceerd in Syracuse. Het protestschrift was getiteld Difesa della cattedrale di Siracusa contro la vana pretesa di Caltagirone of Verdediging van de kathedraal van Syracuse tegen de loze bewering van Caltagirone (1814). Pius VII ging verder met zijn project en proclameerde in 1816 de oprichting van het bisdom Caltagirone. Dit gebeurde met de bul Romanus Pontifex. Filippo Trigona had de strijd verloren. Een familielid van hem, Gaetano Trigona e Parisi, werd echter de eerste bisschop van Caltagirone.
Trigona stierf in 1824 op een niet nader bekende plaats. Trigona werd opgevolgd door Giuseppe Amorelli.